# Gornja Lapaštica
Gornja Lapaštica es un pueblo ubicado en la municipalidad de Medveđa, en el distrito de Jablanica, Serbia.

## Superficie
Posee una superficie de 9,214 kilómetros cuadrados.

## Demografía
Hasta 2011 la población era de 82 habitantes, con una densidad de población de 8,90 habitantes por kilómetro cuadrado.